# SLIME

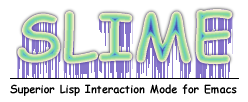
SLIME

SLIME (Superior Lisp Interaction Mode for Emacs) è un mode di Emacs per lo sviluppo di applicazioni con il linguaggio di programmazione Common Lisp. SLIME deriva da un'altra mode di Emacs chiamata SLIM, scritta da Eric Marsden e sviluppata in un progetto
open-source da Luke Gorrie e Helmut Eller. Oltre 100 programmatori Lisp hanno contribuito scrivendo codice per SLIME.
SLIME funziona con le seguenti implementazioni del Common Lisp:
- CMU Common Lisp (CMUCL)
- Steel Bank Common Lisp (SBCL)
- OpenMCL
- LispWorks
- Allegro Common Lisp
- CLISP